# 크리스토프 마르칭코
크리스토프 마트싱코(독일어: Christoph Martschinko, 1994년 2월 13일 ~ )는 오스트리아의 축구 선수이다. 포지션은 수비수이며, 현재 오스트리아 분데스리가의 FK 아우스트리아 빈에서 활동하고 있다.

## 클럽 경력
2000년에 SV 레브링 유스 팀에 입단하면서 선수 생활을 시작했다. 2008년에는 FC 레드불 잘츠부르크 유스 팀으로 이적했고 2011년에는 FC 레드불 잘츠부르크의 2군 팀인 레드불 주니어스로 승격되었다.
2012년 4월에는 레드불 잘츠부르크 1군 팀으로 승격되었지만 출전 기록은 거의 없었다. 2012년에는 SC 비너노이슈타트로 임대되었고 2012년 9월 15일에 열린 볼프스베르크 AC와의 오스트리아 푸스발-분데스리가 경기에 처음 출전했다. 2014년에는 SV 그뢰디히로 임대되었다.
2015년에는 독일 푸스발-분데스리가 소속 축구 클럽인 TSG 1899 호펜하임으로 이적했지만 출전 기록은 거의 없었고 같은 해에 FK 아우스트리아 빈으로 임대되었다. 2016년에는 FK 아우스트리아 빈으로 완전 이적했다.

## 국가대표 경력
2009년부터 2013년까지 오스트리아 U-16, U-17, U-18, U-19, U-23 축구 국가대표팀 선수로 활동했다.